# Roland Freisler
 (mars 2009).
Roland Freisler, né le 30 octobre 1893 à Celle et mort le 3 février 1945 à Berlin, est un juriste allemand. 
Sa carrière professionnelle débute sous la république de Weimar et atteint son apogée sous le Troisième Reich. Peu après la prise de pouvoir de Hitler, il devient secrétaire d'Etat, d'abord au ministère prussien de la Justice (1933-1934), puis au ministère de la Justice du Reich (1934-1942), et joue un rôle de premier plan dans la formation du système judiciaire nazi qui supprime les principes de l'État de droit. En tant que l'un des quinze participants à la conférence de Wannsee, il est également impliqué dans l'organisation de la Solution finale. 
Juge pénal le plus connu du Troisième Reich, il devient le symbole de la justice injuste par excellence. D'août 1942 à sa mort, il est président du tribunal du peuple (Volksgerichtshof), la plus haute cour du régime nazi pour les affaires pénales politiques. Freisler est personnellement responsable de près de 2 600 condamnations à mort, souvent prononcées dans des procès-spectacles et visant la plupart du temps des résistants au nazisme, parmi lesquels les principaux membres de La Rose Blanche et plusieurs conjurés du 20 juillet 1944 (l'attentat manqué contre Hitler). 
Il aime humilier les accusés et les priver de leurs droits et ses réquisitoires sont marqués par la malveillance, l'irascibilité et la partialité,. 
Freisler trouve la mort lors du bombardement américain de Berlin du 3 février 1945.

## Biographie

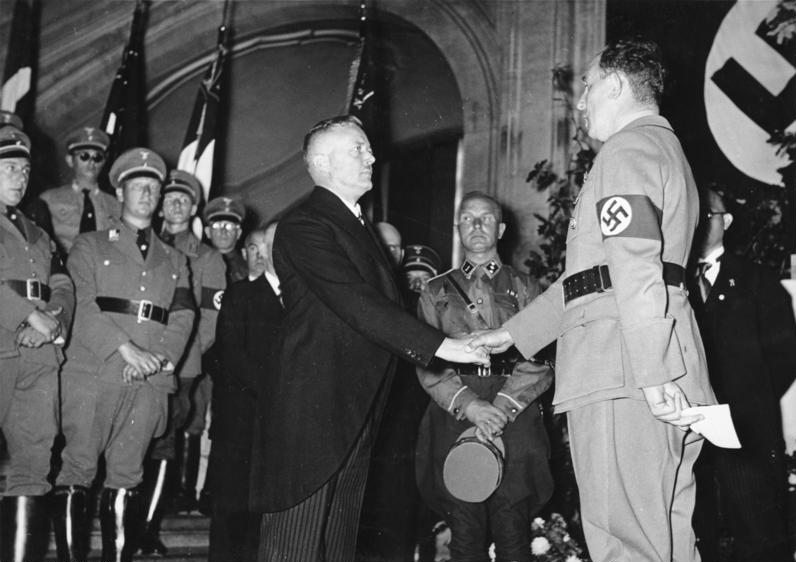
Roland Freisler et Ernst Lautz en 1936.

Après le déclenchement de la Première Guerre mondiale, Roland Freisler interrompt ses études de droit pour servir sur le front en tant qu'engagé volontaire (Kriegsfreiwilliger). À l'automne 1914, il participe à la bataille d'Ypres, lors de laquelle il est blessé au combat et séparé de son régiment. Une fois sa convalescence terminée, il est envoyé sur le front de l'Est pour servir comme aspirant au sein du 167e régiment d'infanterie. À l'automne 1915, il est capturé par les Russes lors de combats en Volhynie, et envoyé dans un camp de prisonniers pour officiers près de Moscou, où il passe le restant du conflit. À la suite de la signature du traité de Brest-Litovsk, les prisonniers de guerre allemands sont libérés mais Freisler, qui a appris le russe pendant sa détention, décide de rester sur place pour se joindre aux révolutionnaires bolcheviks, qui le nomment commissaire à la distribution de nourriture. Du fait de cette expérience, Hitler, qui le surnommait « le vieux bolchévik », ne lui fera jamais pleinement confiance, ce qui le priva sans doute du poste de ministre de la Justice du Reich.
En 1920, il rentre en Allemagne. En 1922, il présente à l'université d'Iéna une thèse de doctorat en droit intitulée Du principe de l'organisation de l'entreprise. En octobre 1923, il est admis au barreau de Berlin. Par la suite, il exerce quelques mois comme assesseur au tribunal cantonal de Homberg (de) avant d'ouvrir un cabinet d'avocat à Cassel avec son grand-frère Oswald (en) en 1924. Au sein du cabinet, Oswald s'occupe des affaires de droit civil tandis que Roland traite des affaires de droit pénal et défend notamment des délinquants nazis. Il se présente aux élections législatives de 1924 sous l'étiquette du bloc völkisch-social (en) (alliance du DVFP et du NSDAP clandestin) mais il n'est pas élu. Le 9 juillet 1925, il adhère au NSDAP et reçoit le numéro de membre 9 679. Avec les nazis, il devient conseiller municipal de Cassel et membre du parlement provincial de Hesse-Nassau (de). Il a également le grade d'officier au sein des SA. 
En 1927, Karl Weinrich (en), Gauleiter (chef de région) du NSDAP en Hesse (en), caractérise ainsi Roland Freisler dans un rapport à la direction du parti à Munich :

« Sur le plan rhétorique, il est notre meilleur orateur […]. C'est surtout sur les foules qu'il exerce une influence, alors qu'il est généralement rejeté par les hommes doués de raison. Le camarade de parti Freisler n'est utilisable qu'en tant qu'orateur. Comme chef, il n'est pas à sa place, car peu fiable et trop sujet à des sautes d'humeur. »

Le 24 mars 1928, il épouse Marion Russegger, avec qui il aura deux fils : Harald (né en 1937) et Roland (né en 1939). 
Entre 1932 et 1933, il siège au parlement prussien. Durant cette période, il devient également conseiller d'État et directeur ministériel prussien. En 1933, il est secrétaire d'État au ministère de la Justice prussien dirigé par Hanns Kerrl. Il fait remplacer la guillotine, que la Prusse avait adopté comme méthode d'exécution en 1919, par la décapitation à la hache. Il justifie cette décision par le fait que la guillotine serait « totalement étrangère au peuple allemand ». Devenu secrétaire d'État du ministère de la Justice du Reich le 1er avril 1934, il avance de nouveaux arguments en faveur de la hache, affirmant que « la décapitation par la force musculaire contient quelque chose de primaire, de masculin, de naturel », là où la guillotine « paraît morte, sans âme, impersonelle ». Malgré son opposition, les exécutions à la hache seront quand même abolies dans toute l'Allemagne en 1936, l'argument d'Ernst Hanfstaengl selon lequel elles nuiraient « à la réputation culturelle allemande » faisant mouche auprès de Hitler.  
Lors de la nuit des Longs Couteaux, c'est lui qui maquille le meurtre de l'ancien chancelier, Kurt von Schleicher, et de sa femme, Elisabeth, en suicide en contraignant le jeune avocat Heinrich Grützner (de) à ne pas ouvrir d'enquête pour assassinat politique à ce sujet.   
Fin 1938, il se rend à Moscou pour « parfaire sa formation juridique » en assistant à un procès stalinien où l'accusation est menée par Andreï Vychinski. Selon Ewald von Kleist, il s'agit du procès Toukhatchevski mais  les dates ne coïncident pas.   
Jusqu'en 1942, il reste l'un des deux secrétaires d'État du ministère de la Justice du Reich (l'autre étant Franz Schlegelberger). Il est notamment son représentant attitré à la conférence de Wannsee. .  

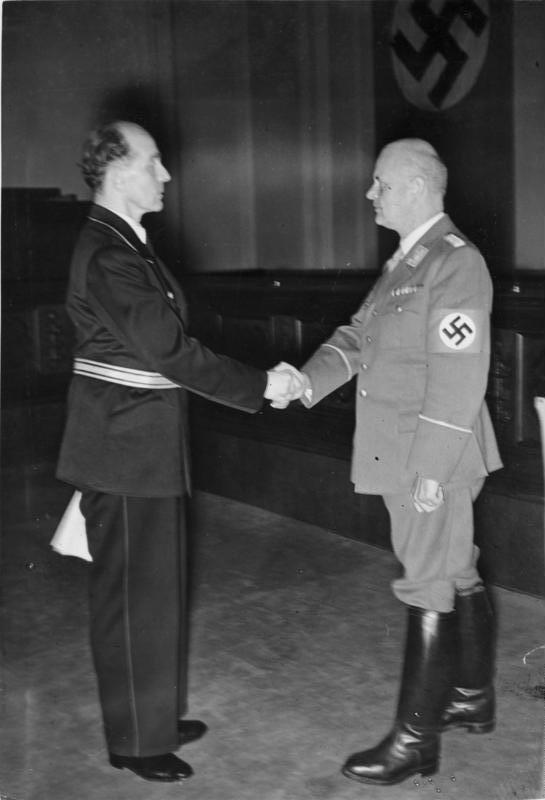
Passation de pouvoir entre Otto Thierack et Roland Freisler.

Le 20 août 1942, Freisler est nommé président du tribunal du peuple (Volksgerichtshof) par Adolf Hitler,, succédant ainsi à Otto Thierack, lui-même nommé ministre de la Justice du Reich. Fondé en 1934 pour traiter des cas de haute trahison, le champ de compétence du tribunal de peuple est par la suite étendu à d'autres crimes visant la sûreté de l'État.
Sous la présidence de Freisler, le nombre de condamnations à mort prononcées grimpe en flèche ; environ 90 % des procès se soldent par une condamnation à mort ou à la prison à vie, souvent décidée avant même le commencement de l'audience. Entre 1942 et 1945, plus de 5 000 peines capitales sont prononcées par le tribunal du peuple, dont environ 2 600 sous la présidence de Freisler. En trois ans d'activité au tribunal du peuple, Freisler prononce autant de condamnations à mort que toutes ses autres chambres réunies de 1934 à 1945.
Ses actes les plus connus sont les condamnations des principaux membres de la Rose blanche (Hans et Sophie Scholl, Alexander Schmorell, Kurt Huber et Willi Graf), du prêtre pacifiste Max Josef Metzger et de plusieurs conjurés du 20 juillet 1944 à la peine de mort,. Admirateur d'Andreï Vychinski, le procureur des procès de Moscou, il singe ses méthodes lors des audiences en invectivant violemment les accusés. Selon une légende, il aurait même traité le maréchal déchu von Witzleben d'« espèce de vieux dégoutant » alors que ce dernier, privé de bretelles, essayait désespérément de retenir son pantalon trop large. Cependant, bien que Hitler appelle lui-même Freisler « notre Vychinski », son approche et surtout ses résultats diffèrent grandement des siens. En effet, à aucun moment, les individus jugés par Freisler ne cherchent à se repentir devant lui. Au contraire, certains (Hans Scholl, Caesar von Hofacker, Erwin von Witzleben, Erich Fellgiebel) vont même jusqu'à le menacer tandis que d'autres (Fritz-Dietlof von der Schulenburg par exemple) n'hésitent pas à se montrer sarcastiques à son égard. 
Il est tué dans le bombardement américain de Berlin du 3 février 1945. Néanmoins on ne connait pas les circonstances de sa mort avec exactitude. Selon la plupart des historiens, il est mort exsanguiné après avoir été touché par des éclats d'obus sur le chemin de l'abri antiaérien du tribunal du peuple au 15 Bellevuestraße. Selon Fabian von Schlabrendorff, il est mort d'un traumatisme crânien provoqué par l'effondrement d'une poutre de l'abri antiaérien. Le médecin dépêché pour constater son décès se trouve être le frère de Rüdiger Schleicher, qu'il venait de condamner à mort la veille. Wilhelm Crohne lui succède temporairement dans ses fonctions et acquitte von Schlabrendorff (que Freisler jugeait avant le bombardement) du crime de haute trahison, ce qui lui évite la peine de mort.

## Dans les arts et la culture populaire

### Littérature

#### Roman
Freisler est dépeint en tant que « juge Freisler » dans Jeder stirbt für sich allein (1947) de Hans Fallada, qui raconte le procès et la condamnation à mort d'Otto et Elise Hampel, dont l'histoire authentique inspira le roman de Fallada.
Il apparaît dans Les fils d'Odin de Harald Gilbers, sur la vie à Berlin pendant la guerre.

### Filmographie

#### Cinéma
Il est joué par Roland Schäfer dans L'Ami retrouvé (1989) de Jerry Schatzberg. Il est joué par Brian Cox dans le téléfilm Witness Against Hitler (1996). Il apparait aussi à la fin du film Walkyrie joué par Helmut Stauss (de). André Hennicke en fait une composition remarquée dans le film Sophie Scholl - les derniers jours (2005).

#### Télévision
Il est incarné par Rainer Steffen (de) dans le téléfilm allemand la Conférence de Wannsee de Heinz Schirk (de) (1984), et par Owen Teale dans le remake anglo-américain Conspiracy réalisé pour HBO (2001). 

### Filmographie
- Épisode Freisler - Der Hinrichter, cinquième épisode de la deuxième saison de la série Hitlers Helfer, d'une durée de 46 minutes. Scénario de Sebastian Dehnhardt, Guido Knopp et Henry Köhler (de) et réalisation de Sebastian Dehnhardt et Henry Köhler (de). Diffusé pour la première fois le 11 mars 1998 sur la chaîne ZDF.